# Besleria melancholica
Besleria melancholica là một loài thực vật có hoa trong họ Tai voi. Loài này được (Vell.) C.V.Morton mô tả khoa học đầu tiên năm 1939.